# Elena Jemaeva
Elena Jemaeva (rusă Елена Жемаева; n. 30 martie 1971, Dolgoprudnîi, RSFS Rusă, URSS) este o fostă scrimeră azeră de origine rusă. A fost prima femeie campioană mondială la sabie, o armă care le-a fost mult timp interzisă.

## Carieră
Mai întâi a practicat floreta, singura armă la care participarea femeilor era autorizată în momentul respectiv. După căsătoria cu campionul de floretă Ilgar Mammadov a dobândit cetățenia azeră.  
A vrut sa-si reia activitatea sportivă după nașterea primei fiice și antrenorul Anzor Gagulașvili i-a propus să se antreneze cu băieții de la sabie la ȚSKA. A câștigat campionatul național din Rusia și a luat parte la proba demonstrativă organizată înainte deschiderea Campionatului Mondial din 1998, unde s-a clasat pe locul 5. În anul următor s-a desfășurat prima probă oficială de sabie feminin, pe care a câștigat-o după victoria în finală împotriva italiencei Ilaria Bianco.
Nu a putut să participe la Jocurile Olimpice din 2000 de la Sydney, sabia feminin nefiind încă pe programul olimpic. Totuși, a cucerit din nou medalia de aur la Campionatului Mondial organizat pe marginea Jocurilor Olimpice, după ce trecut încă o dată de Ilaria Bianco în finală. La Jocurile Olimpice din 2004 de la Atena a fost învinsă în sferturile de finală de americanca Mariel Zagunis, care a devenit campioana olimpică în cele din urmă.
S-a retras după Olimpiada din Atena și s-a întors la Moscova. În 2006 și-a reluat activitatea competițională, de data aceasta sub drapelul Rusiei, dar rezultatele s-au dovedit slabe. S-a retras din nou în 2008 și a devenit antrenoare de scrimă. Printre elevii săi se află Iana Egorian.

## Legături externe
- en Elena Jemaeva la Olympedia.org